# 若爾當·皮埃爾-吉勒
若爾當·皮埃爾-吉勒（法語：Jordan Pierre-Gilles，1998年5月24日—），加拿大短道速滑運動員，他代表加拿大隊參加了中國舉行的2022年冬季奧林匹克運動會，並且在男子5000米接力比賽上獲得金牌。